# Чакисо, Крейг
Крейг Чакисо (англ. Craig Chaquico, /tʃəˈkiːsoʊ/; род. 26 сентября 1954) — американский музыкант, гитарист, португальского и индейского происхождения, достигнувший наибольшего успеха с группой Jefferson Starship.

## Карьера
Чакисо вырос с Сакраменто, штат Калифорния, и посещал среднюю школу Ла-Сьерра. Он начал играть на гитаре в детстве, и уже в 14 лет зарабатывал выступая в ночных клубах. Он жил в пригороде Сан-Франциско и был близко связан с музыкальными тенденциями города. Лидер группы Jefferson Airplane Пол Кантнер познакомился с Чакисо когда тому было 16 лет и, услышав как тот играл, пригласил Чакисо работать в группе. В то время члены Jefferson Airplane вместе с музыкантами из групп Grateful Dead, Quicksilver Messenger Service и Crosby, Stills, Nash & Young часто выступали вместе на концертах и в студии, и Чакисо стал играть рядом со многими музыкантами включая таких как Джерри Гарсия, Дэвид Кросби, Дэвид Фрайберг и Карлос Сантана. Его первой пластинкой стал альбом 1971 года Кантнера и Грейс Слик Sunfighter.
После неофициального присоединения к недавно переименованной группе Jefferson Starship он собирался окончить школу. Однако в 1974 году Слик и Кантнер пригласили его присоединиться к группе в качестве постоянного участника. Чакисо сразу принял предложение.
Чакисо остался в группе, когда Кантнер ушёл, и группа поменяла название на Starship. Он стал соавтором одной из самых известных песен Starship того периода, We Built This City. Джазовая версия этой той же самой мелодии также записана на соло альбоме Чакисо 1994 года Acoustic Planet.
Когда Starship распался, Чакисо сформировал хард-рок группу Big Bad Wolf. Позднее он начал карьеру нью-эйдж-джаз-гитариста . Начиная с 1993 года он сотрудничал с Оззи Ахлерсом для его десяти альбомов соло, самым известным из которых является второй, Acoustic Planet, который принес Чакисо Грэмми как лучший альбом нью-эйдж. С тех пор Чакисо упрочил своё положение одного из самых коммерчески успешных нью-эйдж-джазменов.

## Дискография

### С Полом Кантнером и Грейс Слик (как Ведущий Гитарист)
- Sunfighter (Kantner & Slick) (1971)
- Baron von Tollbooth and the Chrome Nun (Kantner, Slick, Freiberg) (1973)
- Manhole (Grace Slick) (1974)
- Planet Earth Rock and Roll Orchestra (Paul Kantner) (1983)

### С Jefferson Starship (как ведущий гитарист)
- Dragon Fly (1974)
- Red Octopus (1975)
- Spitfire (1976)
- Earth (1978)
- Gold (1979)
- Freedom at Point Zero (1979)
- Modern Times (1981)
- Winds of Change (1983)
- Nuclear Furniture (1984)

### Starship (как Ведущий Гитарист)
- Knee Deep in the Hoopla (1985)
- No Protection (1987)
- Love Among the Cannibals (1989)
- Greatest Hits (Ten Years and Change 1979-1991)
- The Best of Starship (1993)

### Соло альбомы
- Acoustic Highway (1993)
- Acoustic Planet (1994)
- A Thousand Pictures (1996)
- Once in a Blue Universe (1997)
- From the Redwoods to the Rockies — with Russ Freeman (1998)
- Four Corners (1999)
- Panorama: The Best of Craig Chaquico (2000)
- Shadow and Light (2002)
- Midnight Noon (2004)
- Holiday (2005) — Christmas music
- Follow the Sun (2009)
- Fire Red Moon - (2012)[3]

### Разное
- Child of Nature Jack Traylor & Steelwind (1973)
- Rock 'n Roll Again Commander Cody (1977)
- Alive Alone Mickey Thomas (1981)
- Gregg Rolie Gregg Rolie (of Santana and Journey) (1985)
- Only a Moment Away Joan Burton (1993)
- 3rd Force 3rd Force (1994)
- KKSF 103.7 FM Sampler for AIDS Relief (Vol. 5, 1994)
- Harley Davidson Road Songs (1994)
- Force of Nature 3rd Force (1995)
- Apurimac III: Nature Spirit Pride Cusco (1997)
- Vital Force 3rd Force (1997)
- KKSF 103.7 FM Sampler for AIDS Relief (Vol. 9, 1998)
- Force Field 3rd Force (1999)
- KKSF 103.7 FM Sampler for AIDS Relief (Vol. 11, 2000)
- New Found Freedom Tom Scott (2002)
- Gentle Force 3rd Force (2002)
- Он также писал музыку для видеоигры Цивилизация III